# آر وی (فیلم)
آر وی (به انگلیسی: RV) فیلمی محصول سال ۲۰۰۶ به کارگردانی بری ساننفلد است. در این فیلم رابین ویلیامز، چریل هاینس، جوانا لِوِسکه، جاش هاچرسون، جف دانیلز، کریستن چنووس ، هانتر پریش، ویل آرنت، برندن فلچر ، برایان مارکینسون و تای اولسون بازی کردند.